# Alberto Grassi
Alberto Grassi (Lumezzane, 7 marzo 1995) è un calciatore italiano, centrocampista della Cremonese.

## Carriera

### Club

#### Atalanta

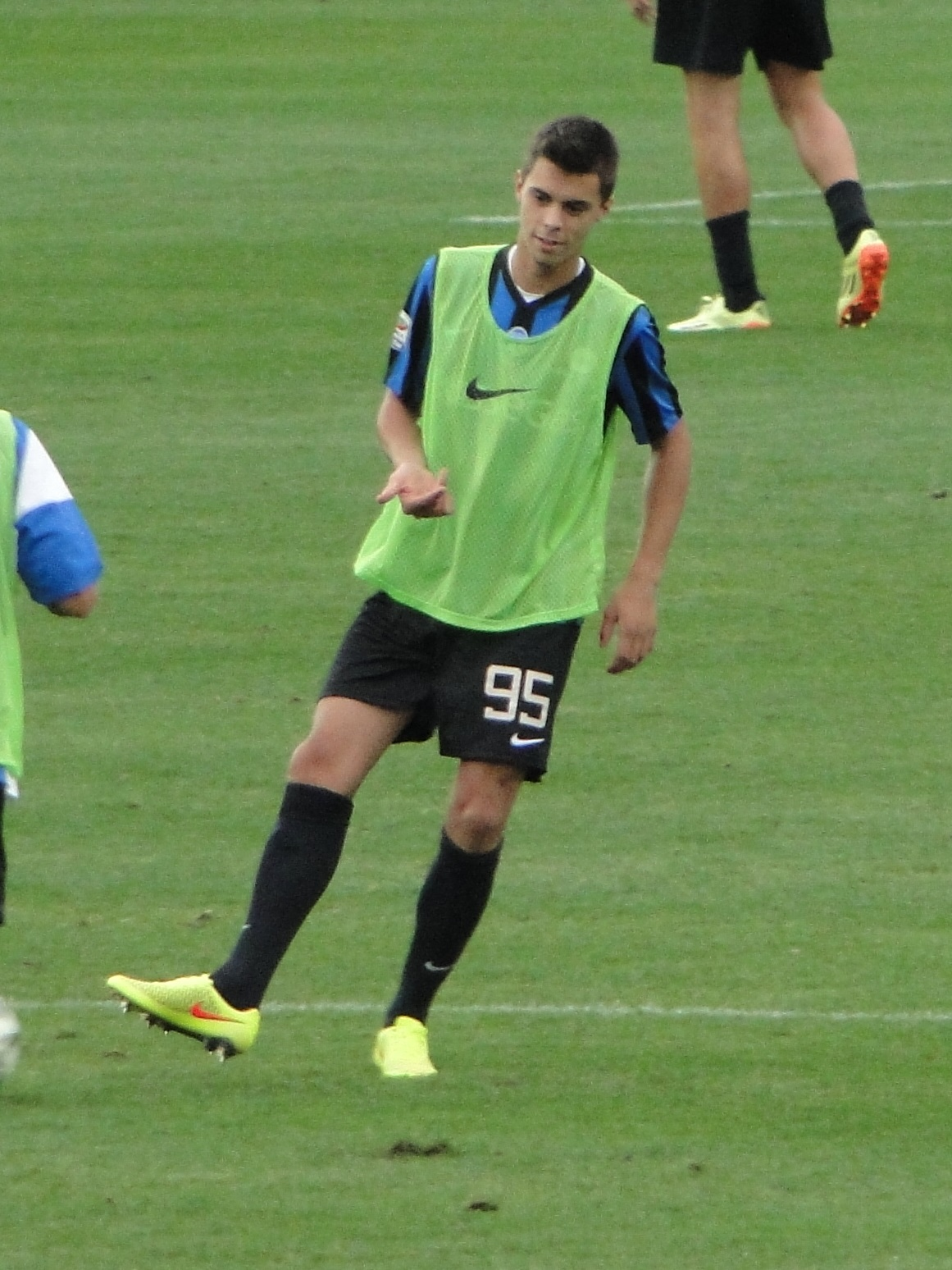
Grassi in allenamento con l' nel 2014.

Dopo le prime esperienze calcistiche nell'Augusta Lumezzane, inizia a giocare nel settore giovanile dell'Atalanta all'età di sette anni, quando entra in una delle squadre Pulcini del settore giovanile del club bergamasco; successivamente gioca in tutte le formazioni giovanili dei bergamaschi fino alla Primavera, vincendo anche un Campionato Berretti nella stagione 2012-2013.
Ha esordito in Serie A con la maglia dell'Atalanta il 22 novembre 2014, a 19 anni, quando il tecnico dei bergamaschi Stefano Colantuono l'ha messo in campo al posto di Baselli al 69' della partita casalinga persa per 2-1 contro la Roma. Sempre sotto la gestione di Colantuono gioca l'intero secondo tempo della partita del quarto turno di Coppa Italia vinta per 2-0 in casa contro l'Avellino il 3 dicembre 2014. Successivamente nel corso della stagione 2014-2015 ha giocato altre due partite di campionato, venendo schierato da Edoardo Reja (subentrato a Colantuono) nelle ultime due partite di campionato contro Chievo e Milan, a salvezza già matematicamente raggiunta.
Nella stagione 2015-2016 viene schierato come mezzala nel centrocampo a tre, disputando in totale 13 delle prime 21 partite di campionato (tutte nel girone di andata).

#### Napoli e ritorno in prestito all'Atalanta
Il 27 gennaio 2016 viene acquistato a titolo definitivo dal Napoli, con cui firma un contratto fino al 30 giugno 2020. Sceglie la maglia numero 88, la stessa che aveva all'Atalanta. Lo stesso giorno, però, al primo allenamento riporta un infortunio che lo tiene fermo fino al 15 febbraio. Conclude la stagione senza esordire con il Napoli.
Nelle battute finali del mercato estivo, il 30 agosto, torna all'Atalanta, in prestito oneroso, per 400 000 euro. Gioca la sua prima partita stagionale con i nerazzurri l'11 settembre 2016, scendendo in campo negli ultimi 26 minuti della terza giornata di campionato. Il 30 novembre 2016 realizza il momentaneo 2-0 nella sfida del quarto turno preliminare di Coppa Italia contro il Pescara: si tratta del suo primo gol in assoluto in competizioni professionistiche (e, quindi, anche del suo primo gol in partite ufficiali con la formazione bergamasca). Segna invece il suo primo gol in Serie A sempre contro gli abruzzesi del Pescara (ultimi in classifica), il 19 marzo 2017.

#### S.P.A.L.
Il 27 luglio 2017 passa ancora in prestito alla SPAL, neopromossa in Serie A. Partito come riserva, col passare del tempo conquista un posto da titolare come mezzala sinistra nel centrocampo a cinque di Semplici, dove riesce ad esprimersi al meglio. Segna la sua prima rete in biancazzurro il 3 marzo 2018, decidendo il derby col Bologna. Chiude la stagione con i biancazzurri in crescendo, segnando altre due reti alla penultima giornata (contro il Torino) e all'ultima (contro la Sampdoria).

#### Parma e prestito al Cagliari
Il 14 agosto 2018 passa al neopromosso Parma in prestito annuale oneroso. Esordisce con i crociati il 19 agosto seguente in campionato contro l'Udinese. Alla sua seconda presenza col Parma (il 24 agosto, contro la S.P.A.L.) si infortuna per un ematoma al polpaccio. Il 4 dicembre una risonanza magnetica evidenzia la rottura del legamento crociato che gli fa terminare anzitempo la stagione. Ritorna tuttavia in campo il mese di maggio successivo, nell'ultimo match di campionato contro la Roma.
Il 10 luglio 2019 viene rinnovato il prestito al Parma, con l'obbligo di riscatto al termine della stagione. Il 22 dicembre segna il primo gol con i ducali, che consente alla sua squadra di strappare il pareggio al 92' in casa col Brescia.
Il 21 agosto 2021 passa in prestito al Cagliari, restando quindi in Serie A anche per la stagione 2021-2022.

#### Empoli
Il 17 agosto 2022, viene ufficializzato il suo trasferimento all'Empoli, sempre in Serie A, in prestito con diritto di riscatto, convertibile in obbligo al raggiungimento di determinate condizioni. Il 1º luglio 2023, Grassi viene acquistato a titolo definitivo dal club toscano. Nel luglio del 2024, rinnova il proprio contratto fino al 30 giugno 2026, con opzione per un'ulteriore stagione.
Il 2 marzo 2025 realizza la sua prima rete per i toscani, nel pareggio esterno contro il Genoa (1-1).
Cremonese
Il 19 luglio 2025 viene ufficializzato il suo passaggio alla Cremonese, firmando un contratto valido fino al 2028.

### Nazionale
Nel 2011 ha giocato una partita amichevole con la maglia della nazionale Under-16; nel corso dei due anni seguenti ha disputato in totale dieci partite con la maglia dell'Under-17 e in seguito ha anche vestito in un'occasione la maglia dell'Under-19. Dal 2014 inizia a giocare con la nazionale Under-20, con cui ha disputato in totale sette partite.
Il 12 agosto 2015 fa il suo esordio con la nazionale Under-21, in una partita amichevole contro l'Ungheria. Due anni più tardi, viene convocato per l'Europeo Under-21 2017 in Polonia. Il 26 febbraio 2018 viene convocato in nazionale maggiore per uno stage di tre giorni dedicato ai giovani italiani dal c.t. ad interim Luigi Di Biagio.

## Statistiche

### Presenze e reti nei club
Statistiche aggiornate al 24 maggio 2025.
| Stagione        | Squadra         | Campionato      | Campionato | Campionato | Coppe nazionali | Coppe nazionali | Coppe nazionali | Coppe continentali | Coppe continentali | Coppe continentali | Altre coppe | Altre coppe | Altre coppe | Totale | Totale |
| Stagione        | Squadra         | Comp            | Pres       | Reti       | Comp            | Pres            | Reti            | Comp               | Pres               | Reti               | Comp        | Pres        | Reti        | Pres   | Reti   |
| --------------- | --------------- | --------------- | ---------- | ---------- | --------------- | --------------- | --------------- | ------------------ | ------------------ | ------------------ | ----------- | ----------- | ----------- | ------ | ------ |
| 2014-2015       | Atalanta        | A               | 3          | 0          | CI              | 1               | 0               | -                  | -                  | -                  | -           | -           | -           | 4      | 0      |
| 2015-gen. 2016  | Atalanta        | A               | 13         | 0          | CI              | 1               | 0               | -                  | -                  | -                  | -           | -           | -           | 14     | 0      |
| gen.-giu. 2016  | Napoli          | A               | 0          | 0          | CI              | 0               | 0               | UEL                | 0                  | 0                  | -           | -           | -           | 0      | 0      |
| 2016-2017       | Atalanta        | A               | 18         | 1          | CI              | 2               | 1               | -                  | -                  | -                  | -           | -           | -           | 20     | 2      |
| Totale Atalanta | Totale Atalanta | Totale Atalanta | 34         | 1          |                 | 4               | 1               |                    | -                  | -                  | -           | -           | -           | 38     | 2      |
| 2017-2018       | SPAL            | A               | 28         | 3          | CI              | 0               | 0               | -                  | -                  | -                  | -           | -           | -           | 28     | 3      |
| 2018-2019       | Parma           | A               | 7          | 0          | CI              | 0               | 0               | -                  | -                  | -                  | -           | -           | -           | 7      | 0      |
| 2019-2020       | Parma           | A               | 16         | 1          | CI              | 1               | 0               | -                  | -                  | -                  | -           | -           | -           | 17     | 1      |
| 2020-2021       | Parma           | A               | 23         | 0          | CI              | 0               | 0               | -                  | -                  | -                  | -           | -           | -           | 23     | 0      |
| Totale Parma    | Totale Parma    | Totale Parma    | 46         | 1          |                 | 1               | 0               |                    | -                  | -                  |             | -           | -           | 47     | 1      |
| 2021-2022       | Cagliari        | A               | 30         | 0          | CI              | 1               | 0               | -                  | -                  | -                  | -           | -           | -           | 31     | 0      |
| 2022-2023       | Empoli          | A               | 25         | 0          | CI              | -               | -               | -                  | -                  | -                  | -           | -           | -           | 25     | 0      |
| 2023-2024       | Empoli          | A               | 27         | 0          | CI              | 1               | 0               | -                  | -                  | -                  | -           | -           | -           | 28     | 0      |
| 2024-2025       | Empoli          | A               | 28         | 1          | CI              | 3               | 0               | -                  | -                  | -                  | -           | -           | -           | 31     | 1      |
| Totale Empoli   | Totale Empoli   | Totale Empoli   | 80         | 1          |                 | 4               | 0               |                    | -                  | -                  |             | -           | -           | 84     | 1      |
| 2025-2026       | Cremonese       | A               | 0          | 0          | CI              | 0               | 0               | -                  | -                  | -                  | -           | -           | -           | 0      | 0      |
| Totale carriera | Totale carriera | Totale carriera | 218        | 6          |                 | 10              | 1               |                    | 0                  | 0                  | -           | -           | -           | 228    | 7      |

### Cronologia presenze e reti in nazionale
| Cronologia completa delle presenze e delle reti in nazionale ― Italia under 21 | Cronologia completa delle presenze e delle reti in nazionale ― Italia under 21 | Cronologia completa delle presenze e delle reti in nazionale ― Italia under 21 | Cronologia completa delle presenze e delle reti in nazionale ― Italia under 21 | Cronologia completa delle presenze e delle reti in nazionale ― Italia under 21 | Cronologia completa delle presenze e delle reti in nazionale ― Italia under 21 | Cronologia completa delle presenze e delle reti in nazionale ― Italia under 21 | Cronologia completa delle presenze e delle reti in nazionale ― Italia under 21 |
| Data                                                                           | Città                                                                          | In casa                                                                        | Risultato                                                                      | Ospiti                                                                         | Competizione                                                                   | Reti                                                                           | Note                                                                           |
| ------------------------------------------------------------------------------ | ------------------------------------------------------------------------------ | ------------------------------------------------------------------------------ | ------------------------------------------------------------------------------ | ------------------------------------------------------------------------------ | ------------------------------------------------------------------------------ | ------------------------------------------------------------------------------ | ------------------------------------------------------------------------------ |
| 12-8-2015                                                                      | Telki                                                                          | Ungheria under 21                                                              | 0 – 0                                                                          | Italia under 21                                                                | Amichevole                                                                     | -                                                                              | 75’                                                                            |
| 17-11-2015                                                                     | Castel di Sangro                                                               | Italia under 21                                                                | 2 – 0                                                                          | Lituania under 21                                                              | Qual. Europeo Under-21 2017                                                    | -                                                                              |                                                                                |
| 29-3-2016                                                                      | Andorra la Vella                                                               | Andorra under 21                                                               | 0 – 1                                                                          | Italia under 21                                                                | Qual. Europeo Under-21 2017                                                    | -                                                                              | 87’                                                                            |
| 2-6-2016                                                                       | Venezia                                                                        | Italia under 21                                                                | 0 – 1                                                                          | Francia under 21                                                               | Amichevole                                                                     | -                                                                              | 54’                                                                            |
| 10-8-2016                                                                      | San Benedetto del Tronto                                                       | Italia under 21                                                                | 0 – 0                                                                          | Albania under 21                                                               | Amichevole                                                                     | -                                                                              | 46’                                                                            |
| 11-10-2016                                                                     | Kaunas                                                                         | Lituania under 21                                                              | 0 – 0                                                                          | Italia under 21                                                                | Qual. Europeo Under-21 2017                                                    | -                                                                              | 90’                                                                            |
| 10-11-2016                                                                     | Southampton                                                                    | Inghilterra under 21                                                           | 3 – 2                                                                          | Italia under 21                                                                | Amichevole                                                                     | -                                                                              | 62’                                                                            |
| 14-11-2016                                                                     | Bergamo                                                                        | Italia under 21                                                                | 0 – 0                                                                          | Danimarca under 21                                                             | Amichevole                                                                     | -                                                                              | 37’ 73’                                                                        |
| 23-3-2017                                                                      | Cracovia                                                                       | Polonia under 21                                                               | 1 – 2                                                                          | Italia under 21                                                                | Amichevole                                                                     | -                                                                              | 85’                                                                            |
| 27-3-2017                                                                      | Roma                                                                           | Italia under 21                                                                | 1 – 2                                                                          | Spagna under 21                                                                | Amichevole                                                                     | -                                                                              | 73’                                                                            |
| 18-6-2017                                                                      | Cracovia                                                                       | Danimarca under 21                                                             | 0 – 2                                                                          | Italia under 21                                                                | Europeo Under-21 2017 - 1º turno                                               | -                                                                              | 73’                                                                            |
| 21-6-2017                                                                      | Tychy                                                                          | Rep. Ceca under 21                                                             | 3 – 1                                                                          | Italia under 21                                                                | Europeo Under-21 2017 - 1º turno                                               | -                                                                              | 54’                                                                            |
| Totale                                                                         |                                                                                | Presenze                                                                       | 12                                                                             |                                                                                | Reti                                                                           | 0                                                                              |                                                                                |

## Palmarès

### Club
- Campionato Berretti: 1

Atalanta: 2012-2013